# 斯希德涅 (尼科波爾區)
47°44′40″N 34°25′59″E / 47.74444°N 34.43306°E
斯希德内（烏克蘭語：Східне），是位於烏克蘭中部的村落，隸屬第聶伯羅彼得羅夫斯克州的尼科波爾區。該村距離新伊萬尼夫卡3.5公里，海拔高度82米，2001年人口103。